# Медленное телевидение
Медленное телевидение (англ. slow TV) — телевизионный жанр, в котором демонстрируются длительные сюжеты без склеек по несколько часов, происходящие в реальном времени — волны океана, вид из самолёта или поезда. Продвигается как «медиапродукт для релаксации».
Впервые идея создания «медленного телевидения» реализована норвежским кабельным телеканалом NRK в 2009 году: они выпустили семичасовой ролик, на котором без какой-либо редактуры или монтажа была запечатлена поездка на поезде, следовавшего по маршруту Берген — Осло. Позже NRK выпустил ещё ряд фильмов для «медленного телевидения»: рыбаки сутки ловили рыбу, пароход Hurtigruten 134 часа плыл вдоль побережья страны. Большой популярностью пользовался у зрителей всего мира фильм, снятый с лайнера, который курсировал по норвежским фьордам в июне 2011 года.
Элементы жанра ранее проявились в фильме Энди Уорхола «Спи» 1963 года. Режиссёрское решение, близкое по духу к жанру, найдено во французской ленте Tokyo Reverse, где снята прогулка по улицам Токио спиной вперед, а видео перезапущено в обратном направлении — и в результате вышло, что главный герой идет вперёд, но видение идущего вперед человека совсем другое, не такое, как обычно.
В середине 2010-х годов телеканалы медленного телевидения запущены в ряде стран, например, в России действуют телеканалы Юрия Грымова Slow и Noise.